# Dvočlensko poimenovanje
Dvóčlénsko poimenovánje (s tujko binarna nomenklatura) je v biologiji standardni dogovor za poimenovanje vrst. Kakor nakazuje beseda »dvočlenski«, se znanstveno ime tvori s kombinacijo dveh izrazov: rodovnega imena in vrstnega pridevka oziroma označevalca vrste. Čeprav se včasih podrobnosti razlikujejo, so pri rabi vsesplošno privzeli določene vidike. 
Prvi del imena (rodovno ime) vedno pišemo z veliko, drugi (vrstni pridevek) pa z malo začetnico, tudi če izhaja iz lastnega imena. Na primer Canis lupus ali Anthus hodgsoni. Od preostalega besedila ga ločimo z ležečimi črkami. Na primer Homo sapiens. Pri ročni pisavi se podčrta. Pisanje vrstnega pridevka z malo je sodobni dogovor. Von Linné je pisal označevalec vrste vedno z veliko. Do zgodnjega 20. stoletja je bilo v navadi pisanje označevalca vrste, če je izhajalo iz lastnega imena.
Pri pisanju znanstvenega imena poleg običajnega imena se znanstveno ime običajno piše v oklepajih. Na primer: »domači vrabec (Passer domesticus) je ogrožen«.
Rodovno ime lahko pri ponavljanju ali, če navajamo več vrst istega rodu, okrajšamo z začetno črko, vendar ga nikoli ne smemo izpustiti (H. sapiens). V redkih primerih se je ta oblika v splošnem bolj uveljavila. Na primer bakterija Escherichia coli je po navadi zapisana kot E. coli, Tyrannosaurus rex pa je bolj znan kar kot T. rex.

## Izvor imen
Označevalec vrste (vrstni pridevek) mora biti pridevnik, ki loči vrsto od roda. Rodovno ime in označevalec vrste sta po navadi izpeljana iz latinščine, čeprav to v splošnem ne velja. Imena včasih izhajajo iz stare grščine ali iz krajevnih jezikov, oziroma iz imena znanstvenika, ki je prvi odkril vrsto. Vendar so vedno latinizirana. 
Taksonomi so določili imena vrst iz različnih virov, vključujoč pomene v šali in besedne igre. Slovnično pa se imena vedno obravnava kot da bi bila latinska. Zaradi tega se dvočleno ime včasih imenuje »latinsko ime«, čeprav na ta izraz biologi gledajo mrko. Drugače pa je izraz znanstveno ime sprejemljivejši.